# Gran Premio del Messico 2015
Il Gran Premio del Messico 2015 è stata la diciassettesima prova del Campionato mondiale di Formula 1 2015. La gara si è disputata domenica 1º novembre 2015 sul rinnovato autodromo Hermanos Rodríguez a Città del Messico ed è stata vinta da Nico Rosberg su Mercedes. Rosberg, al suo dodicesimo successo nel mondiale, ha preceduto sul traguardo il suo compagno di squadra Lewis Hamilton e Valtteri Bottas su Williams-Mercedes.
Gli organizzatori del gran premio sono stati premiati dalla FOM col Race Promoters' Trophy per il 2015, quale gara meglio organizzata nella stagione. Il gran premio aveva vinto tale riconoscimento anche per l'edizione 1986.

## Vigilia

### Sviluppi futuri
La Haas, team statunitense pronto al debutto nel campionato 2016, annuncia che il messicano Esteban Gutiérrez affiancherà, quale pilota titolare, il francese Romain Grosjean; il messicano, che ha già corso 38 gran premi di F1, è collaudatore della Scuderia Ferrari.

### Aspetti tecnici
Il tracciato, nella conformazione in cui ospita la gara, è lungo 4,304 km, e dispone di 17 curve. Rispetto all'ultima versione utilizzata dalla Formula 1 vede una riprofilazione del tratto dopo la curva 6, con l'inserimento di un nuovo, breve, rettilineo, e la rimodellazione dell'ultima curva, la Peraltada, ora dimezzata in percorrenza e ora dedicata a Nigel Mansell, con l'approntamento di una nuova zona mista, con il tracciato che passo dentro l'impianto dedicato al baseball, ivi presente. È stato omologato, dopo un'ispezione tecnica da parte della FIA, il 20 ottobre. Secondo alcune analisi tecniche il tracciato, stante il lungo rettilineo iniziale, dovrebbe permettere alle vetture di toccare le massime velocità dell'anno, dopo la gara di Monza. Le caratteristiche del tracciato impongono anche il più elevato numero di cambiate durante la gara, oltre 5 500.
L'impianto, posto a oltre 2 000 metri d'altitudine, comporta anche delle modifiche tecniche da apportare alle vetture, soprattutto all'impianto di raffreddamento. Il podio non è posto sul rettilineo dei box, di fronte alla tribuna centrale, ma sul retro del paddock, verso la zona dello stadio di baseball.
La Pirelli, fornitrice unica degli pneumatici, porta, per questa gara, le mescole soft e medium.
Anche per questa gara sono due le zone individuate per l'utilizzo del Drag Reduction System: la prima è sul rettifilo dei box; la seconda zona è stabilita sulla Recta Trasera (tra le curve 3 e 4); c'è un solo detection point, fissato dopo la curva 14.
Già prima dell'inizio del weekend, Fernando Alonso è penalizzato di 15 posizioni sulla griglia di partenza (5 per la sostituzione del cambio e 10 per l'utilizzo del nuovo motore), mentre Jenson Button subisce 20 posizioni di penalizzazione, per la sostituzione di diverse componenti della sua power unit.

### Aspetti sportivi
Danny Sullivan, ex pilota di Formula 1, è nominato commissario aggiunto per la gara. Lo statunitense aveva già svolto tale funzione in passato, l'ultima al Gp d'Italia.
Jolyon Palmer ha preso il posto di Romain Grosjean, alla Lotus, nel corso delle prime libere del venerdì.

## Prove

### Resoconto
La pioggia del mattino rende la pista scivolosa, tanto che i piloti optano per gomme intermedie. Gli stessi lamentano l'assenza di grip della pista, dovuto al manto stradale troppo recente. Nella prima sessione il miglior tempo è fatto segnare da Max Verstappen, che precede Daniil Kvjat e Kimi Räikkönen (accreditati dello stesso tempo, al millesimo); l'olandese della Scuderia Toro Rosso è l'unico pilota a scendere sotto il minuto e ventisei. Il tempo è stato ottenuto nella parte finale della sessione, con la pista in lento miglioramento e, anche se Verstappen ha tagliato una chicane, nessuna decisione è stata presa dai commissari.
Nella seconda sessione i tempi si abbassano enormemente, grazie anche alla pista asciutta: Nico Rosberg, il più veloce, fa segnare 1'21"531, prevalendo sulle due Red Bull Racing. Le due vetture austriache, lente sul rettilineo, sono più rapide nella parte mista. Le Ferrari hanno chiuso col quinto e sesto tempo, ma in simulazione di gara, con l'utilizzo delle gomme medie, Vettel è risultato il più rapido.
La sessione è stata interrotta in due occasioni, con bandiera rossa: nel primo caso Max Verstappen è terminato contro le barriere alla curva 17, mentre nel secondo caso Romain Grosjean ha dovuto fermare la sua vettura in pista, per un problema tecnico. Anche Valtteri Bottas è stato protagonista di un incidente, dovuto a un errore nel bloccaggio dei freni.
La parte finale della sessione è stata nuovamente caratterizzata dall'arrivo della pioggia, già presente, brevemente nella parte centrale della stessa, che non ha permesso ai piloti di migliorare i tempi.
Al sabato Nico Rosberg è ancora il pilota più veloce. Il tedesco precede il compagno di scuderia, Lewis Hamilton, e Daniel Ricciardo. I margini sono però ridotti, con ben dodici piloti, all'interno del secondo di distacco. Kimi Räikkönen è stato costretto ad abbandonare le prove per un principio d'incendio sulla sua vettura, mentre Jenson Button ha potuto effettuare solo 4 giri, per le forti vibrazioni patite dalla monoposto. Anche in questa fase molti piloti sono stati autori di uscite dal tracciato, a causa dello scarso grip della pista. Sulla vettura di Daniil Kvjat viene sostituito il motore, essendo però una vecchia unità, ciò non comporta nessuna penalizzazione sulla griglia di partenza. Al termine delle prove la Ferrari è costretta a sostituire il cambio sulla vettura di Räikkönen: ciò comporta la penalizzazione di 5 posti sulla griglia di partenza. La McLaren sostituisce sulla monoposto di Jenson Button il turbocompressore, la MGU-H e altri componenti elettroniche. Ciò porta il computo totale della penalizzazione a 70 posizioni sulla griglia di partenza.

### Risultati
Nella prima sessione del venerdì si è avuta questa situazione:
| Pos | Nº | Pilota         | Costruttore             | Tempo    | Gap    | Giri |
| --- | -- | -------------- | ----------------------- | -------- | ------ | ---- |
| 1   | 33 | Max Verstappen | STR-Renault             | 1'25"990 |        | 38   |
| 2   | 26 | Daniil Kvjat   | Red Bull Racing-Renault | 1'26"295 | +0"305 | 27   |
| 3   | 7  | Kimi Räikkönen | Ferrari                 | 1'26"295 | +0"305 | 36   |

Nella seconda sessione del venerdì si è avuta questa situazione:
| Pos | Nº | Pilota           | Costruttore             | Tempo    | Gap    | Giri |
| --- | -- | ---------------- | ----------------------- | -------- | ------ | ---- |
| 1   | 6  | Nico Rosberg     | Mercedes                | 1'21"531 |        | 36   |
| 2   | 26 | Daniil Kvjat     | Red Bull Racing-Renault | 1'21"776 | +0"245 | 27   |
| 3   | 3  | Daniel Ricciardo | Red Bull Racing-Renault | 1'21"686 | +0"337 | 28   |

Nella sessione del sabato si è avuta questa situazione:
| Pos | Nº | Pilota           | Costruttore             | Tempo    | Gap    | Giri |
| --- | -- | ---------------- | ----------------------- | -------- | ------ | ---- |
| 1   | 6  | Nico Rosberg     | Mercedes                | 1'21"083 |        | 23   |
| 2   | 44 | Lewis Hamilton   | Mercedes                | 1'21"097 | +0"014 | 23   |
| 3   | 3  | Daniel Ricciardo | Red Bull Racing-Renault | 1'21"201 | +0"118 | 21   |

## Qualifiche

### Resoconto
Jenson Button, per un problema alla power unit, non prende parte alle qualifiche. Nella prima fase Nico Rosberg ottiene il miglior riferimento cronometrico, precedendo Sebastian Vettel di pochi millesimi. Lewis Hamilton è accreditato del terzo tempo, ma il britannico ha utilizzato solo gomme di tipo medio. Oltre a Button, vengono eliminati i piloti della Marussia, Fernando Alonso e Felipe Nasr.
Nella seconda fase Hamilton è l'unico pilota sotto il minuto e venti. Vettel si conferma secondo, staccato sempre di pochi millesimi dal battistrada. Nico Rosberg, l'altro pilota della Mercedes. Sono esclusi dall'ultima fase i piloti della Lotus, Carlos Sainz Jr. (undicesimo per soli 11 millesimi), Marcus Ericsson e Kimi Räikkönen. Il pilota della Ferrari non ha potuto completare la sessione per un guasto che si è evidenziato all'impianto frenante: tale problema lo ha anche costretto a un testacoda.
Nella fase decisiva Nico Rosberg è subito il più veloce, precedendo di 4 decimi Lewis Hamilton: col secondo giro lanciato la distanza fra i due si riduce a due decimi. Sebastian Vettel è terzo, a tre decimi dal connazionale. Le due Force India decidono di effettuare un solo tentativo, ottenendo però solo il nono e decimo tempo. Daniel Ricciardo, ottavo, dopo il primo tentativo, scala quinto, staccato di un solo millesimo da Daniil Kvjat, suo compagno di team. Nico Rosberg conquista la sua ventesima pole position, la quarta di fila.
Dopo le qualifiche la Scuderia Ferrari decide di montare il sesto motore stagionale sulla vettura di Kimi Räikkönen: ciò comporta un'ulteriore penalizzazione di 30 posizioni sulla griglia di partenza, oltre le 5 già subite per la sostituzione del cambio.

### Risultati
Nella sessione di qualifica si è avuta questa situazione:
| Pos                         | Nº | Pilota           | Costruttore             | Q1          | Q2       | Q3       | Griglia |
| --------------------------- | -- | ---------------- | ----------------------- | ----------- | -------- | -------- | ------- |
| 1                           | 6  | Nico Rosberg     | Mercedes                | 1'20"436    | 1'20"053 | 1'19"480 | 1       |
| 2                           | 44 | Lewis Hamilton   | Mercedes                | 1'20"808    | 1'19"829 | 1'19"668 | 2       |
| 3                           | 5  | Sebastian Vettel | Ferrari                 | 1'20"503    | 1'20"045 | 1'19"850 | 3       |
| 4                           | 26 | Daniil Kvjat     | Red Bull Racing-Renault | 1'20"826    | 1'20"490 | 1'20"398 | 4       |
| 5                           | 3  | Daniel Ricciardo | Red Bull Racing-Renault | 1'21"166    | 1'20"783 | 1'20"399 | 5       |
| 6                           | 77 | Valtteri Bottas  | Williams-Mercedes       | 1'20"817    | 1'20"458 | 1'20"448 | 6       |
| 7                           | 19 | Felipe Massa     | Williams-Mercedes       | 1'21"379    | 1'20"642 | 1'20"567 | 7       |
| 8                           | 33 | Max Verstappen   | STR-Renault             | 1'20"995    | 1'20"894 | 1'20"710 | 8       |
| 9                           | 11 | Sergio Pérez     | Force India-Mercedes    | 1'20"966    | 1'20"669 | 1'20"716 | 9       |
| 10                          | 27 | Nico Hülkenberg  | Force India-Mercedes    | 1'21"315    | 1'20"935 | 1'20"788 | 10      |
| 11                          | 55 | Carlos Sainz Jr. | STR-Renault             | 1'20"960    | 1'20"942 | N.D.     | 11      |
| 12                          | 8  | Romain Grosjean  | Lotus-Mercedes          | 1'21"577    | 1'21"038 | N.D.     | 12      |
| 13                          | 13 | Pastor Maldonado | Lotus-Mercedes          | 1'21"520    | 1'21"261 | N.D.     | 13      |
| 14                          | 9  | Marcus Ericsson  | Sauber-Ferrari          | 1'21"299    | 1'21"544 | N.D.     | 14      |
| 15                          | 7  | Kimi Räikkönen   | Ferrari                 | 1'21"422    | 1'22"494 | N.D.     | 19      |
| 16                          | 14 | Fernando Alonso  | McLaren-Honda           | 1'21"779    | N.D.     | N.D.     | 18      |
| 17                          | 12 | Felipe Nasr      | Sauber-Ferrari          | 1'21"788    | N.D.     | N.D.     | 15      |
| 18                          | 53 | Alexander Rossi  | Marussia-Ferrari        | 1'24"136    | N.D.     | N.D.     | 16      |
| 19                          | 28 | Will Stevens     | Marussia-Ferrari        | 1'24"386    | N.D.     | N.D.     | 17      |
| Tempo limite 107%: 1'26"067 |    |                  |                         |             |          |          |         |
| NQ                          | 22 | Jenson Button    | McLaren-Honda           | senza tempo | N.D.     | N.D.     | 20      |

## Gara

### Resoconto
Nico Rosberg tiene la vetta della gara, resistendo all'attacco di Lewis Hamilton, al via. Sebastian Vettel subisce una foratura, da parte di Daniel Ricciardo, ed è costretto subito ai box, mentre Fernando Alonso si ritira, dopo un giro, per un problema al motore. La classifica vede, dopo il duo della Mercedes, Daniil Kvjat, Daniel Ricciardo, Valtteri Bottas, Max Verstappen e Felipe Massa.
All'ottavo giro Bottas effettua il suo primo pit stop, seguito al giro nove da Felipe Massa e Nico Hülkenberg. Tra i piloti nelle primissime posizioni, Daniil Kvjat cambia al giro 21; nello stesso giro, Kimi Räikkönen, risalito, grazie ai pit stop degli altri piloti, al sesto posto, viene attaccato da Valtteri Bottas alla curva 4. I due collidono, col ferrarista costretto all'abbandono.
Tra il venticinquesimo e ventottesimo giro vanno al cambio gomme anche Ricciardo e i due piloti della Mercedes. La classifica vede sempre al comando Nico Rosberg, davanti a Lewis Hamilton, poi Kvjat, seguito dal duo della Williams, che ha superato Ricciardo; segue poi Nico Hülkenberg, che precede i due della Toro Rosso. Nel giro 33 Pérez passa Carlos Sainz Jr. per la nona posizione. Al giro 36 Vettel effettua la sua seconda sosta: rientra in pista fra le due Mercedes, ma dopo qualche giro decide di lasciare strada a Hamilton.
Nico Rosberg effettua al giro 46 la seconda sosta, seguito, dopo due giri anche da Lewis Hamilton. Un giro dopo Sergio Pérez strappa l'ottava piazza a Verstappen. Al giro 50 Daniel Ricciardo passa Massa, conquistando la quinta posizione. Nel giro seguente Sebastian Vettel termina la sua gara contro le barriere della curva 7. La direzione di gara decide di inviare sul tracciato la vettura di sicurezza, per dare modo ai commissari di riparare le protezioni. Era dal Gran Premio d'Australia 2009 che entrambe le Ferrari risultavano non classificate in un gran premio.
Sfruttano la situazione diversi piloti, tra cui il duo della Red Bull e quello della Williams: Valtteri Bottas scala quarto, alle spalle di Kvjat. Alla ripartenza però il finlandese recupera subito la terza posizione.
Gli ultimi giri non vedono cambiamenti significativi nella graduatoria. Nico Rosberg si aggiudica così la sua dodicesima gara di F1, precedendo Lewis Hamilton e Valtteri Bottas. Grazie alla pole position e al giro più veloce Rosberg conquista il primo hat trick in Formula 1.

### Risultati
I risultati del Gran Premio sono i seguenti:
| Pos | Nº | Pilota           | Costruttore             | Giri | Tempo/Ritiro            | Griglia | Punti |
| --- | -- | ---------------- | ----------------------- | ---- | ----------------------- | ------- | ----- |
| 1   | 6  | Nico Rosberg     | Mercedes                | 71   | 1h42'35"038             | 1       | 25    |
| 2   | 44 | Lewis Hamilton   | Mercedes                | 71   | +1"954                  | 2       | 18    |
| 3   | 77 | Valtteri Bottas  | Williams-Mercedes       | 71   | +14"592                 | 6       | 15    |
| 4   | 26 | Daniil Kvjat     | Red Bull Racing-Renault | 71   | +16"572                 | 4       | 12    |
| 5   | 3  | Daniel Ricciardo | Red Bull Racing-Renault | 71   | +19"682                 | 5       | 10    |
| 6   | 19 | Felipe Massa     | Williams-Mercedes       | 71   | +21"493                 | 7       | 8     |
| 7   | 27 | Nico Hülkenberg  | Force India-Mercedes    | 71   | +25"860                 | 10      | 6     |
| 8   | 11 | Sergio Pérez     | Force India-Mercedes    | 71   | +34"343                 | 9       | 4     |
| 9   | 33 | Max Verstappen   | STR-Renault             | 71   | +35"229                 | 8       | 2     |
| 10  | 8  | Romain Grosjean  | Lotus-Mercedes          | 71   | +37"934                 | 12      | 1     |
| 11  | 13 | Pastor Maldonado | Lotus-Mercedes          | 71   | +38"538                 | 13      |       |
| 12  | 9  | Marcus Ericsson  | Sauber-Ferrari          | 71   | +40"180                 | 14      |       |
| 13  | 55 | Carlos Sainz Jr. | STR-Renault             | 71   | +48"772                 | 11      |       |
| 14  | 22 | Jenson Button    | McLaren-Honda           | 71   | +49"214                 | 20      |       |
| 15  | 53 | Alexander Rossi  | Marussia-Ferrari        | 69   | +2 giri                 | 16      |       |
| 16  | 28 | Will Stevens     | Marussia-Ferrari        | 69   | +2 giri                 | 17      |       |
| Rit | 12 | Felipe Nasr      | Sauber-Ferrari          | 57   | Freni                   | 15      |       |
| Rit | 5  | Sebastian Vettel | Ferrari                 | 50   | Incidente               | 3       |       |
| Rit | 7  | Kimi Räikkönen   | Ferrari                 | 21   | Collisione con V.Bottas | 19      |       |
| Rit | 14 | Fernando Alonso  | McLaren-Honda           | 1    | Perdita di potenza      | 18      |       |

## Classifiche mondiali

### Piloti
| Pos | Pilota           | Punti |
| --- | ---------------- | ----- |
| 1   | Lewis Hamilton   | 345   |
| 2   | Nico Rosberg     | 272   |
| 3   | Sebastian Vettel | 251   |
| 4   | Valtteri Bottas  | 126   |
| 5   | Kimi Räikkönen   | 123   |
| 6   | Felipe Massa     | 117   |
| 7   | Daniil Kvjat     | 88    |
| 8   | Daniel Ricciardo | 84    |
| 9   | Sergio Pérez     | 68    |
| 10  | Max Verstappen   | 47    |
| 11  | Romain Grosjean  | 45    |
| 12  | Nico Hülkenberg  | 44    |
| 13  | Felipe Nasr      | 27    |
| 14  | Pastor Maldonado | 26    |
| 15  | Carlos Sainz Jr. | 18    |
| 16  | Jenson Button    | 16    |
| 17  | Fernando Alonso  | 11    |
| 18  | Marcus Ericsson  | 9     |

### Costruttori
| Pos | Costruttore             | Punti |
| --- | ----------------------- | ----- |
| 1   | Mercedes                | 617   |
| 2   | Ferrari                 | 374   |
| 3   | Williams-Mercedes       | 243   |
| 4   | Red Bull Racing-Renault | 172   |
| 5   | Force India-Mercedes    | 112   |
| 6   | Lotus-Mercedes          | 71    |
| 7   | STR-Renault             | 65    |
| 8   | Sauber-Ferrari          | 36    |
| 9   | McLaren-Honda           | 27    |